# Rune Gustafsson (atleta)
Rune Gustafsson (1º dicembre 1919 – 25 giugno 2011) è stato un mezzofondista svedese.

## Palmarès

### Europei
- 1 medaglia:
  - 1 oro (Oslo 1946 negli 800 metri piani)